# Карл I Бурбонський
Карл I Бурбонський (фр. Charles I de Bourbon; 1401 — 4 грудня 1456, замок Мулен) — герцог Бурбонський з 1434 граф де Клермон-ан-Бовезі з 1424, герцог Овернський, граф де Форі, де Л'Іль-Журден, сеньйор де Божоле, де Домб і де Комбаї, старший син герцога Жана I і Марії Беррійської, один з французьких воєначальників під час Сторічної війни.

## Біографія
Після того, як батько Карла потрапив в полон в битві при Азенкурі в 1415 році, герцогство опинилося під управлінням регентського ради. У віці 15 років Карл очолив раду. У 1424 році він став графом де Клермон-ан-Бовези.
Після того, як Арманьяки в 1418 році втратили владу, влада у Франції виявилася в руках герцога Бургундії Жана Безстрашного. Карл також був змушений підкоритися йому, а в 1425 році одружився з його дочкою Аньєс.
Як і батько, Карл виявився здатним воєначальником. У 1420 році він був призначений генерал-лейтенантом Лангедоку і Гієни, де він успішно воював проти графа де Фуа. В рамках цієї кампанії Карл брав участь у взятті Ег-Морта, Безьє, Соммьера. У 1424 році він лейтенант-генерал Оверні, Форез, Божоле і Ліонне.
У 1429 році Карл командував армією, сформованою в Блуа для зняття облоги з Орлеана. Однак він зазнав поразки і отримав поранення в битві оселедців 12 лютого 1429, коли спробував захопити продовольчий обоз англійців, якими командував сер Джон Фастольф. У тому ж році він був одним з командирів у Луарскій кампанії, брав участь в битвах при Жаржо (12 червня), Менге (15 червня), Божансі (16 червня), Пате (18 червня). У вересні він брав участь у невдалій облозі Парижа, пізніше — в облог Сен-П'єр-ле-Моті (4 листопада) і Шаріте-сюр-Луар (24 листопада — 25 січень 1429 року).
Під час коронації 17 липня 1429 року Карла VII граф Клермонський був одним з шести присутніх світських феодалів. Під час церемонії він заміняв герцога Нормандії. У тому ж році Карл VII призначив його губернатором Іль-де-Франса, Шампані і Брі.
У січні 1430 Карл був розбитий англійською армією під командуванням сера Томаса Кіріела в битві при Клермон-ан-Бовези.
Будучи противником королівського міністра Жоржа де Ла Тремуя, Карл в 1432 році брав участь у змові проти нього.
5 січня 1434 року помер в англійському полоні батько Карла, Жан I, в липні того ж року померла його мати. В результаті Карл остаточно успадкував герцогства Бурбон і Овернь. У тому ж році король призначив Карла великим камерарієм Франції.
У 1439—1440 роках Карл разом з герцогом Жаном II Алансонським і дофіном Людовіком, використовуючи наростаюче невдоволення молодих дворян реформами короля, очолив повстання, відоме як Прагера. Однак повстання було придушене, а Карл втратив своє становище при дворі і деякі замки і пішов у свої володіння.
Карл помер в своєму замку Мулен від подагри в 1456 році.